# Большая Казанка (деревня)
Большая Казанка — деревня в Тюкалинском районе Омской области. Входит в состав Коршуновского сельского поселения.

## История
В 1928 году дреревня Больше-Казанцева состояла из 106 хозяйств, основное население — русские. Центр Больше-Казанцевского сельсовета Саргатского района Омского округа Сибирского края.

## Население
| 1926 | 2010 |
| ---- | ---- |
| 583  | ↘37  |